# Marco finlandês
O marco finlandês (em finlandês markka, plural markkaa) foi a moeda usada na Finlândia de 1861 até 1 de Janeiro de 1999 (na prática, em 1 de Janeiro de 2002). 1 markka estava dividido em 100 pennies (em finlandês: penni). Foi substituída pelo euro (€). A conversão para um euro foi então de 5,94573 marcos para 1 euro. 